# Francis Hegerty
Francis Hegerty, född den 22 september 1982 i Canberra i Australien, är en australisk roddare.
Han tog OS-silver i fyra utan styrman i samband med de olympiska roddtävlingarna 2008 i Peking.